# Az Alfa hold klánjai
Az Alfa hold klánjai (angolul: Clans of the Alphane Moon) Philip K. Dick sci-fi regénye, amely először 1964-ben jelent meg. Magyarul 2006-ban adta ki az Agave Könyvek Pék Zoltán fordításában. A regény a szerző Itt a piros (Shell Game című – megjelent: a Galaxy Science Fiction, 1954/9. számában) novellájának kibővítéséből született.

## Történet
|  | Alább a cselekmény részletei következnek! |

A Terra és a tőle két fényévnyire található Alfa-rendszer háborúja a Föld győzelmével ért véget. Az idegen lények azonban titokban revánsra készülnek, bár a helyzet a két birodalom között már hosszú-hosszú idő óta kiegyensúlyozott, békés. Az Alfa III M2 holdját elmebetegek (az űrvilág stresszkörülményeitől sérültek) kórházának rendezték be a földiek, a kapcsolat azonban a konfliktus évtizedeire megszakadt az égitesttel. A kezeltek kiszabadultak, a kórházat – melyet koncentrációs tábornak éreztek – felrobbantottak, és 25 év alatt egy sajátságos kasztrendszert hoztak létre. A holdon ápoltak a pszichológiai deformációi szuper paranormális képességekké alakultak át. A mentális betegségek alfajai társadalmi osztályokként működtek tovább, csoportjaikat, avagy klánjaikat az író kiválóan és részletesen bemutatja:
- parák: akut paranoiások,
- manusok: mániás depressziósok,
- polik: polimorfikus szkizofrének,
- hebék: hebefréniában szenvedők,
- skizók: katatón szkizofrének,
- depisek: depressziósok
- rökények: rögeszmés-kényszeresek.

Az elzárt egymásrautaltság hatására a planétalakók – bár zökkenőkkel -, de többnyire kiválóan és döbbenetesen hatékonyan működtek együtt egymással. Az interperszonális kapcsolatok, a telepatikus képességek, a levitáció (lebegés, repülni tudás), a jövőbelátás (prekoglét, látnokság), idő-visszafordító erő (pszí) a klántestvérek: az eredeti őslakók és leszármazottaik körében egyre gyakoribbá váltak. Szentjeik együttes ereje még védőmező létrehozására is képessé tette őket, amellyel kicsiny holdjukat védelmezni képesek.
A történet főszereplője – Chuck Rittersdorf – egy válófélben lévő, esendő földi férfi, aki propaganda programozó, szövegszerkesztő, író, a CIA kis fizetésű, tehetséges alkalmazottja. Ő és exfelesége belekeverednek egy nagyszabású, két galaktikus birodalom érdekszféráit érintő akcióba. A történetben szimulákrumok (emberi klónszerű robotok) tűnnek fel, fura földönkívüliek garmadája jelenik meg. A tudományos fantasztikum (fénysebességet átlépő űrhajók, lézerfegyverek, félelmetesen hatékony kommunikációs eszközök) mellett a neomágia eszközeiben, a természetfeletti képességek csodás működésében is bővelkedik a kalandregény. Az emberi kapcsolatok kiszámíthatatlansága a fordulatos cselekmény alapmotívuma.
|  | Itt a vége a cselekmény részletezésének! |

## Magyarul
- Az Alfa hold klánjai; ford. Pék Zoltán; Agave Könyvek, Bp., 2006